# Сколобівська сільська рада
Сколобівська сільська рада — колишня адміністративно-територіальна одиниця та орган місцевого самоврядування у Черняхівському, Пулинському і Хорошівському (Володарському, Володарсько-Волинському) районах Волинської округи, Київської й Житомирської областей Української РСР та України з адміністративним центром у с. Сколобів.

## Населені пункти
Сільській раді були підпорядковані населені пункти:
- с. Сколобів

## Населення
Кількість населення ради станом на 1923 рік становила 2 679 осіб, кількість дворів — 553.
Відповідно до результатів перепису населення СРСР, кількість населення ради станом на 12 січня 1989 року становила 745 осіб.
Станом на 5 грудня 2001 року, відповідно до перепису населення України, кількість мешканців сільської ради становила 659 осіб.

## Склад ради
Рада складалася з 12 депутатів та голови.

### Керівний склад сільської ради
| ПІБ                     | Основні відомості                                                                   | Дата обрання | Дата звільнення |
| ----------------------- | ----------------------------------------------------------------------------------- | ------------ | --------------- |
| Опанасюк Павло Петрович | Сільський голова , 1958 року народження, освіта, член Соціалістичної партії України | 26.03.2006   | 31.10.2010      |
| Опанасюк Павло Петрович | Сільський голова , 1958 року народження, освіта вища, безпартійний                  | 31.10.2010   |                 |

Примітка: таблиця складена за даними джерела

## Історія
Створена 1923 року в складі с. Сколобів та колонії Сколобів Пулинської волості Житомирського повіту Волинської губернії.
Станом на 1 вересня 1946 року сільська рада входила до складу Володарсько-Волинського району Житомирської області, на обліку в раді перебувало с. Сколобів, кол. Сколобів у довіднику не значилася.
11 серпня 1954 року, відповідно до указу Президії Верховної ради Української РСР «Про укрупнення сільських рад по Житомирській області», сільську раду ліквідовано, територію та населені пункти приєднано до складу Давидівської сільської ради Володарсько-Волинського району. Відновлена 12 серпня 1974 року, відповідно до рішення Житомирського облвиконкому № 342 «Про зміни в адміністративно-територіальному поділі окремих районів області в зв'язку з укрупненням колгоспів», шляхом перенесення адміністративного центру Давидівської сільської ради до с. Сколобів з відповідним її перейменуванням.
Ліквідована 27 грудня 2016 року через об'єднання до складу Хорошівської селищної територіальної громади Хорошівського району Житомирської області.
Входила до складу Черняхівського (7.03.1923 р.), Пулинського (21.08.1924 р.) та Хорошівського (Володарського, Володарсько-Волинського, 3.06.1930 р., 12.08.1974 р.) районів.